# Eosentomon richardi
Eosentomon richardi är en urinsektsart som beskrevs av Bernard 1990. Eosentomon richardi ingår i släktet Eosentomon och familjen trakétrevfotingar. Inga underarter finns listade i Catalogue of Life.